# Ammoniter (fossil)
Ammoniter (Ammonoidea) är en utdöd underklass av bläckfiskar. De levde från ungefär 400 till 65 miljoner år sedan ända från tidiga devon fram till översta krita. De levde i grunda hav och många var bra på att simma.

Ammoniter har genom åren använts flitigt som biostratigrafiska markörer, främst under jura, eftersom nya arter utvecklades snabbt och levde under en relativt kort period i jordens historia.
Man känner till cirka 5 000 arter av varierande storlek, från en centimeter till 2,5 meter i diameter. Ammoniterna hade oftast ett i en plan spiral hoprullat skal av aragonit, som var delat i flera kamrar av tvärväggar, där själva djuret fanns i den yttersta. De hade lock som kunde stänga till boningskammaren, det kunde vara ett delat lock kallat aptychus som bestod av två lockhalvor eller ett odelat lock kallat anaptychus.

## Klassificering av ammoniter

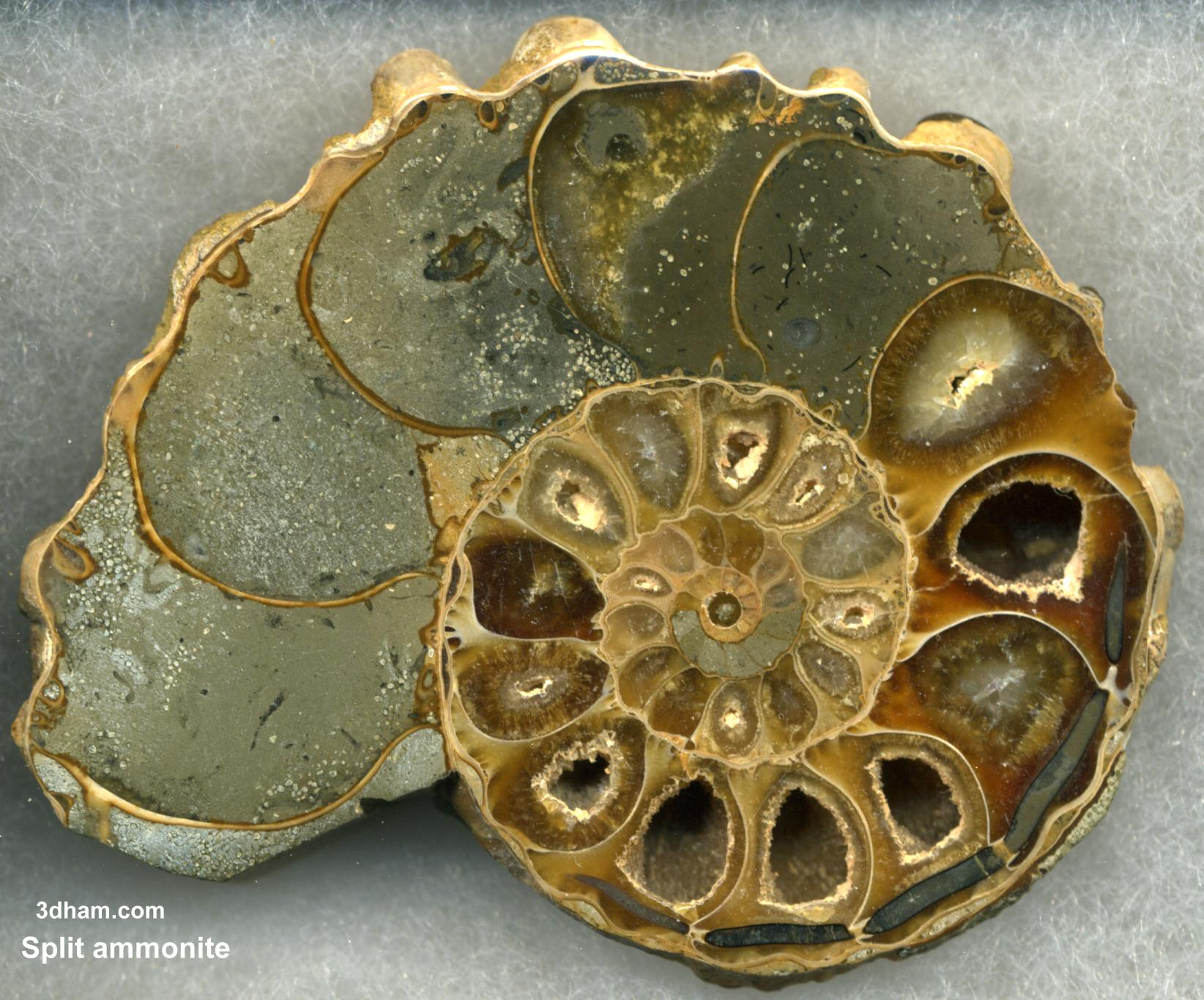
Ett tvärsnitt av ett ammonitskal, vilket blottar de inre kammarna och deras septa. Stora polerade exemplar är välkända för deras estetiska och vetenskapliga värde.

Ammoniterna uppstod under devon (för drygt 400 miljoner år sedan), med ursprung i ordningen Bactritida inom underklassen fyrgälade bläckfiskar (Nautiloidea), och dog ut vid slutet av krita (för 66 miljoner år sedan) tillsammans med dinosaurierna. Klassificeringen av ammoniter baseras delvis på septas (tunna väggar mellan de inre kamrarna av det yttre skalet hos bläckfiskar) struktur och skalets yttre ornamentering. Underklassen ammoniter har delats in i tre ordningar och åtta kända underordningar baserat på dessa och andra kännetecken. Medan nästan alla fyrgälade bläckfiskar uppvisar mjukt svängda suturer så är ammoniternas suturlinje (septums sammanfästning vid det yttre skalet) variabelt vikt och formar sadlar (eller toppar) och lober (eller dalar).

### Ordningar och underordningar
Ammoniterna kan delas upp i åtta ordningar, vilka listas nedan, från den mest primitiva till den mest avancerade:
- Anarcestida, devon
- Clymeniida, yngre devon
- Goniatitida, mellersta devon - yngre perm
- Prolecanitida, yngre devon - yngre trias
- Ceratitida, perm - trias
- Phylloceratida, trias - krita
- Lytoceratida, jura - krita
- Ammonitida, äldre jura - yngre krita

Inom vissa klassificeringar betraktas dessa som underordningar, som indelas i tre ordningar: Goniatitida, Ceratitida och Ammonitida.

### Treatises taxonomi
Treatise on Invertebrate Paleontology (del L, 1957) delar upp ammoniter, som betraktas som en ordning, i åtta underordningar: Anarcestina, Clymeniina, Goniatitina och Prolecanitina från paleozoikum; Ceratitina från trias; samt Ammonitina, Lytoceratina och Phylloceratina från jura och krita. I efterföljande taxonomier betraktas dessa ibland som ordningar inom underklassen ammoniter.

## Källhänvisningar
- Bra böckers lexikon, 1973